# Света Петка (Велес)
Вижте пояснителната страница за други значения на Света Петка.
„Света Петка“ (на македонска литературна норма: „Света Петка“) е църква във Велес, централната част на Северна Македония. Част е от Повардарската епархия на Македонската православна църква.
Църквата се намира на юг от града, от дясната страна на пътя за Градско. Първоначално е параклис, който през 90-те години на ХХ век прераства в малка църква. От 2005 до 2011 е започнат строежът на голям църковен обект, цялостно изписан отвътре. Във вътрешността на църквата има извор, смятан за целителен. Църквата е осветена от митрополит Агатангел Повардарски в съслужение с митрополит Пимен Европейски, в присъствието на кмета на града и множество граждани на 13 ноември 2011 година. Дело е на архитект Благой Здравев, живописта е на зографите Александър Иванов и Малка Конеска, а иконостасът е дело на Любомир Бисинов.